# Розслабся, я з майбутнього
«Розслабся, я з майбутнього» (Relax, I'm from the Future) — канадська науково-фантастична комедія 2022 року, сценарист і режисер Люком Хіггінсон. На кінофестивалі «Fantasia-2022» фільм отримав бронзову медаль у категорії «Найкращий канадський фільм».

## Про фільм
Каспер — людина з майбутнього, який потрапив в пастку минулого. Він намагається влаштувати собі життя, не помічаючи наслідків, які він спричинив.

## Знімались
| Актор           | Роль          |
| --------------- | ------------- |
| Ріс Дарбі       | Каспер        |
| Габріель Грем   | Голлі         |
| Джуліан Річінгс | Персі         |
| Жанін Теріо     | Доріс         |
| Закарі Беннетт  | Чак           |
| Аманда Баркер   | бібліотекарка |